# Zingiber fragile
Zingiber fragile là một loài thực vật có hoa trong họ Gừng. Loài này được Shao Quan Tong (童绍全, Đồng Thiệu Toàn) miêu tả khoa học đầu tiên năm 1987. Tên gọi thông thường trong tiếng Trung là 脆舌姜 (thúy thiệt khương), nghĩa là gừng lưỡi bẹ dễ gãy.

## Mẫu định danh
Mẫu định danh: Tong S.Q. 24814; thu thập ngày 7 tháng 7 năm 1981 ở cao độ 560 m, tọa độ 21°46′50″B 101°26′19″Đ / 21,78056°B 101,43861°Đ, huyện Mãnh Lạp, châu tự trị Tây Song Bản Nạp, tỉnh Vân Nam, Trung Quốc. Mẫu holotype lưu giữ Vườn Thực vật Nhiệt đới Tây Song Bản Nạp, Vân Nam (HITBC).

## Từ nguyên
Tính từ định danh fragile (giống đực/giống cái: fragilis) là tiếng La tinh, nghĩa là dễ vỡ, dễ gãy; ở đây để nói lưỡi bẹ dễ gãy của loài này.

## Phân bố
Loài này có tại tây nam tỉnh Vân Nam (các huyện thị Mãnh Lạp, Cảnh Hồng, Hồng Hà), Trung Quốc và miền bắc Thái Lan (các tỉnh Chiang Rai, Nan). Môi trường sống là rừng, ở cao độ 560-1.500 m. Các loại môi trường sống chính là rừng mưa nhiệt đới; rừng mưa nhiệt đới gió mùa xen lẫn rừng mưa nhiệt đới; rừng mưa gió mùa nhiệt đới lẫn với rừng mua nhiệt đới; rừng thường xanh lá rộng gió mùa; rừng thường xanh lá rộng rêu; các hệ sinh thái nông nghiệp với lúa, ngô, mía và các hệ lâm nghiệp với cây cao su.

## Mô tả
Thân giả cao 0,8–3 m. Lá không cuống; lưỡi bẹ màu đỏ có đốm ở đáy, 2 thùy, dài 3–4 cm, dạng màng, dễ gãy; phiến lá hình mác hoặc hẹp như vậy, 40-50 × 9–11 cm, hơi có lông tơ ngoại trừ rậm lông tơ dọc theo các bên của gân giữa, đáy hình nêm, đỉnh nhọn thon. Cụm hoa mọc từ thân rễ, hình trứng hoặc hình đầu, 4-8 × 3-7,5 cm; cuống cụm hoa rất ngắn; lá bắc màu đỏ, hình trứng hoặc thuôn dài, 3-5 × 2,8-3,8 cm, có lông tơ màu nâu, đỉnh lồi, nhọn, các lá bắc trong hình tam giác, 3,8-4 × 1,1-1,3 cm, đỉnh thon nhỏ dần; lá bắc con màu đỏ nhạt, dài 2,8–3 cm, có lông tơ màu trắng. Đài hoa dài 1,9-2,2 cm, đỉnh 3 răng, có râu. Ống tràng hoa dài 3,1-4,2 cm, có lông tơ màu trắng; các thùy màu đỏ, hình mác, 2,3-3,2 × 0,8-0,9 cm, các thùy bên hẹp hơn. Cánh môi màu nâu với các đốm màu nâu ánh tía; thùy giữa giống lưỡi bẹ, 2-2,4 × 0,7-0,9 cm; các thùy bên hình tai, 1,3-1,5 cm. Chỉ nhị dài ~3 mm; bao phấn dài ~2 cm; phần phụ liên kết màu tía, dài ~1,3 cm. Bầu nhụy màu trắng, có lông tơ. Ra hoa tháng 7.